# Ruth Druart
Ruth Druart is een Brits auteur.

## Biografie
Druart woonde in haar jeugd op het Isle of Wight en studeerde psychologie aan de Universiteit van Leicester. Na kort te hebben gewerkt voor PricewaterhouseCoopers vertrok ze in 1993 naar Parijs waar ze sindsdien woont. Ze gaf les op een internationale school en behaalde een master educatie.
Haar eerste boek While Paris Slept verscheen in 2021 en werd vertaald in meer dan 21 talen, waaronder een vertaling in het Nederlands onder de titel Terwijl Parijs sliep. In 2022 verscheen een tweede boek Last Hours In Paris. In het Nederlands verscheen het boek als Afscheid van Parijs.

## Boeken
| Jaar (origineel) | Titel (origineel)   | Titel vertaling (Nederlands) | Jaar (vertaling) | Uitgever (vertaling) | ISBN (vertaling) | Vertaler        |
| ---------------- | ------------------- | ---------------------------- | ---------------- | -------------------- | ---------------- | --------------- |
| 2021             | While Paris Slept   | Terwijl Parijs Sliep         | 2021             | Boekerij             | 9789022592380    | Carolien Metaal |
| 2022             | Last Hours In Paris | Afscheid van Parijs          | 2022             | Boekerij             | 9789022596487    | Irene Goes      |